# بنت ۱۸۴۶
سیارک ۱۸۴۶ (به انگلیسی: 1846 Bengt، نامگذاری:6553P-L) هزار و هشتصد و چهل و ششمین سیارک کشف شده‌است که در ۲۴ سپتامبر ۱۹۶۰ کشف شد.
قدر مطلق سیارک برابر ۱۳٫۱۰ است.